# Lois și Clark
Lois și Clark: Noile aventuri ale lui Superman (Lois & Clark: The New Adventures of Superman) este un serial TV american bazat pe personajul DC Comics Superman creat de Jerry Siegel și Joe Shuster. În rolurile principale interpretează actorii Dean Cain ca Superman/Clark Kent și Teri Hatcher ca Lois Lane. A fost transmis în premieră pe ABC din  12 septembrie 1993 până la 14 iunie 1997.
Dezvoltat pentru televiziune de Deborah Joy LeVine, serialul prezintă originea modernă a lui  Superman, stabilită de scenaristul John Byrne, în care Clark Kent este adevărata personalitate iar Superman o deghizare. Serialul se concentrează asupra relației (romantice) dintre Lois și Clark precum și asupra aventurilor celuilalt alter ego al lui Clark, Superman.

## Distribuție

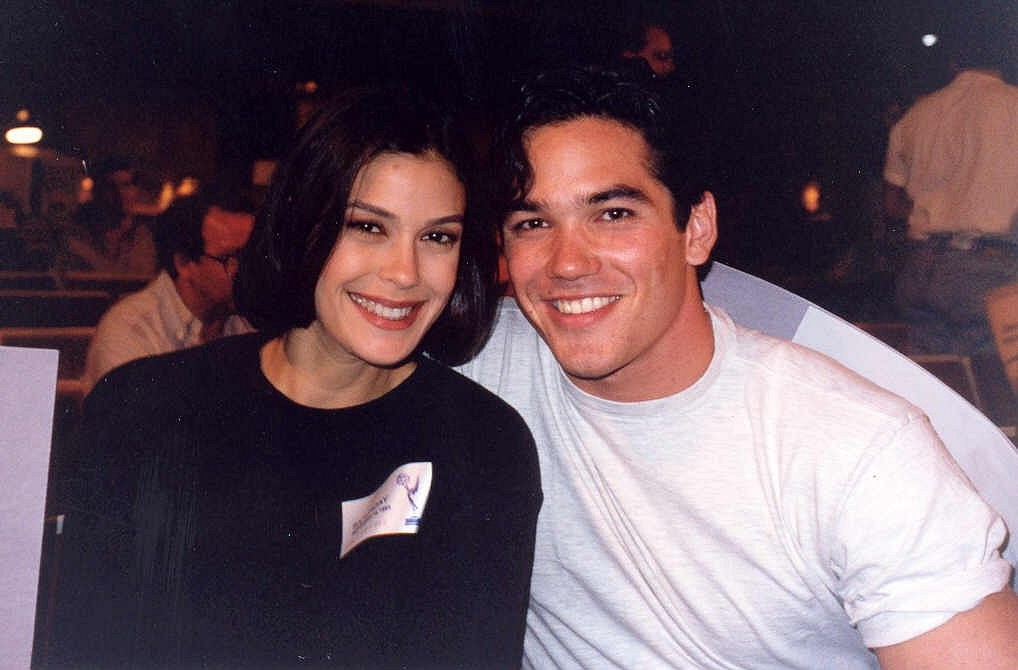
Teri Hatcher și Dean Cain portretizează cuplul Lois Lane - Superman.

| Actor          | Personaj                       |
| -------------- | ------------------------------ |
| Dean Cain      | Kal-El / Clark Kent / Superman |
| Teri Hatcher   | Lois Lane                      |
| Lane Smith     | Perry White                    |
| Michael Landes | Jimmy Olsen                    |
| Justin Whalin  | Jimmy Olsen                    |
| Tracy Scoggins | Catherine "Cat" Grant          |
| K Callan       | Martha Kent                    |
| Eddie Jones    | Jonathan Kent                  |
| John Shea      | Lex Luthor                     |

## Legături externe
- Lois și Clark, cinemagia.ro

## Vezi și
- Superman (dezambiguizare)